# 903 Nealley
903 Nealley
903 Nealley là một tiểu hành tinh bay quanh Mặt Trời.